# Got to Get You into My Life
Got to Get You into My Life (Lennon/McCartney) är en låt av The Beatles från 1966. Låten är musikaliskt inspirerad av det amerikanska Motown-soundet och anses ha drogreferenser.

## Låtenoch inspelningen
Denna låt var tänkt som en pastisch på The Supremes men dess författare, Paul McCartney, var även inspirerad av de många besöken på Londonklubben The Bag O'Nails där han åtskilliga gånger sett Georgie Fame och dennes grupp The Blue Flames. Följaktligen hyrde McCartney in trumpetaren Eddie Thornton och tenorsaxofonisten Peter Coe från denna grupp. Utöver dessa hade han även med Ian Hamer, Les Condon (båda trumpet) samt Alan Branscobe (tenorsax). Inspelningen blev emellertid snårig och rörig och man behövde sex olika tillfällen. Först spelade McCartney in en grund som han jobbade med 7, 8 och 11 april 1966. Därefter funderade han en månad innan han hyrde in blåsarna och spelade in dessa 18 maj. Efter ännu en månad gjorde man nya pålägg vid två tillfällen 17 och 20 juni. Ljudspåren var då ganska grötiga men med hjälp av George Martin och John Lennon redde Paul ut låten. Låten kom med på LP:n Revolver, som utgavs i England och USA 5 augusti respektive 8 augusti 1966. Den har även tolkats av bl.a. Earth, Wind & Fire.
Sången på slutet (codan) skiljer sig mellan mono- och stereoversionerna av LP:n Revolver. Dels är det olika inspelningar med skilda betoningar av texten, dels tonas stereoversionen ned fortare så att den sista textraden What are you doing to my Life? inte hörs. Giles Martins nymixning 2022 följer stereoversionen men tonar ner ännu tidigare. När Paul McCartney numera spelar låten har han ändrat slutet och repeterar refrängen innan han avslutar.
Got to Get You into My Life har kommit i flera coverversioner. Redan 1966 gjorde Cliff Bennett and the Rousers en cover som producerades av Paul McCartney själv.